# ディズニー・ロック・アラウンド・ザ・マウス
ディズニー・ロック・アラウンド・ザ・マウス（Disney's Rock Around The Mouse）は2005年4月15日（東京ディズニーランド22周年の日）から同年8月31日にかけて東京ディズニーランドで開催されたスペシャルイベント、スペシャルショーの名称。アメリカ合衆国カリフォルニア州アナハイムにあるディズニーランドの開園50周年記念イベントの一環として行われた。

## 内容
グーフィーが店長を勤めるドライブインに学校が終わったミッキーたちディズニー・ハイスクールの生徒たちがやってきた。ジュークボックスが故障していたので好きな曲が選べないことに不満気味のメンバーだが、マックスの提案でそのまま踊ることにした。ノリノリのロックンロールミュージックに乗ってダンスを楽しんでいたが、ガストン率いるギャング集団が乱入、ジュークボックスの電源を抜いたり、ミッキーたちに絡んでくる。元々折り合いの悪かったディズニー・ハイスクールとギャング集団。ガストンはミッキーの乗るカスタムカーを奪うため、ミッキーはギャング団の悪さを止めるため、カスタムカーを賭けてカーレースをすることになった。
高性能なカスタムカーに勝つため、ガストンは自車に特性オイルを入れてパワーアップを図り、仲間のビッグバッドウルフ達にミッキーの走行妨害をさせる。しかし、特性オイルというのが実は三匹の子ぶた達（このショーでは“メカニックの見習い”という設定がされている）が持っていたチョコレートソース。コースを半分ほど行ったところで、先頭を走っていたガストンとクルエラの車はエンジンが焼きついて停止してしまう。ガストンは2番手を走っていた三匹の子ぶた達のオンボロトラックを奪い取ってレース続行。
しかし、ゴール直前でオンボロトラックのハンドルが取れてしまい、またしても停止。その隙に、ビッグバッドウルフをかわしたミッキー、ガストンの車を修理してレースに戻った三匹の子ぶた達、デイジー、ドナルドがゴールする。

## 概要
このスペシャルイベントは上記の通り、ディズニーランド開園50周年を記念して開催されたものであり、使用された楽曲もディズニーランドが開園した1950年代に流行したロックンロールの代表的な曲が多く使用されている。メインテーマ曲は「Rock Around The Mouse」。イベント名と同名の楽曲であるが、オリジナル楽曲ではなく、以前に作られた曲を流用したものである（ショーで使われたバージョンは新しく録り直したもの）。
このショーのメインエリアはプラザだが、ミッキーたちやギャング団はプラザへ来る時や去る時はパレードルートを通る。そのため、通過するだけなので一瞬だが、プラザ以外でもショーの一部を楽しむことができる。
また、このショーは前半、後半に分けることができ、前半はキャッスルフォアコートステージでダンスを繰り広げ、後半はミッキー対ギャング集団のカーレースを楽しめる（カーレースとは言っても、安全のためスピードはそれほど無く、東京ディズニーランドで実施される通常のパレード並みの速さである）。カーレースはプラザを時計回りに一周するので中央鑑賞エリアでなくても楽しめる。

### 登場キャラクター
クラリスが東京ディズニーリゾートのショー、パレードに登場するのは本作が初出演となる。
ディズニーハイスクールの生徒
ミッキーマウス、ミニーマウス、マックス、ドナルドダック、デイジーダック、プルート 、スティッチ、リロ、三匹の子ぶた
ギャング団
ガストン、クルエラ、ビッグバッド・ウルフ
その他
グーフィー （ドライブインの店長）
クラリス、チップとデール （レース中の応援歌唱）

### 夏バージョン
6月1日より、アレンジを加えた夏バージョンに変更された。
夏バージョンでは新たに水の効果が加わり、カスタムカーから水が噴き出したり、散水車が登場したりした。また曲の構成が一新し、既存の曲の入れ替えや新しい曲の追加、既存の曲の消滅・短縮などが行われた。また、エンディングのカーレースが終了した後で、ミッキーは通常バージョンではステージに上がってダンスをしていたのだが、夏バージョンではカスタムカーに乗ったままになった。また、ウイニングランとしてカーレース終了後もカスタムカーがプラザを一周した。
また、7月17日以降はプラザから去ってゆく際に、「これからみんなでミスター・ディズニーの新しいパークに行く」という意味の台詞が追加された。これは、1955年7月17日に開業し、この年50周年を迎えたディズニーランドを意図しての追加である。

### 使用楽曲
下記は通常バージョンの楽曲。夏バージョンでは多くの変更がなされているため、この通りではない。
| - 火の玉ロック - ロック・アラウンド・ザ・マウス - フー・プット・ザ・ボム - ハウンド・ドッグ - ジョニー・エンジェル - リトル・ダーリン - トゥッティ・フルッティ - ロックン・ロール・ミュージック | - ハイスクール・コンフィデンシャル - 監獄ロック - ナイト・トレイン - 恋に誘われて - ミスター・サンドマン - 黒いブーツでぶっとばせ - ワン・ファイン・デイ | - ジョニー・B.グッド - ビー・トゥルー・トゥー・ユア・スクール - 私のボーイフレンド - ザ・ツイスト - ロッカ・フラ・ベイビー - シェイク・ラトル・アンド・ロール - ロック・アンド・ロール・イズ・ヒア・トゥ・ステイ |

## フォトロケーション
プラザにはミッキーやミニーのカスタムカーのフォトロケーションが設置された。
プラザテラスには、“メカニックの見習い”という設定がされた三匹の子ぶた達のカスタムショップやガソリンスタンドのフォトロケーションが設置された。

## レッツ・ロック!
レッツ・ロック!は、トゥモローランド・テラス店内ステージで開催されたライヴショー。
バンドがオールディーズロックンロールの楽曲をライヴ演奏した。途中、エルヴィス・プレスリー風衣装（リーゼント風鬘付）のスティッチも登場する。
1日3回公演。休演曜日の設定あり。